# Heckmann (Familienname)
Heckmann ist ein deutscher Familienname.

## Namensträger
- Alexander Heckmann (1908–1994), sowjetischer Politiker (KPdSU) und Regierungschef der Wolgadeutschen Republik
- Alfred Heckmann (1914–1993), deutscher Jagdflieger
- August Heckmann (1916–1978), deutscher Kunstmaler und Architekt
- Carl Justus Heckmann (1786–1878), deutscher Kupferschmied und Industrieller
- Carl-Justus Heckmann (1902–1993), deutscher Ingenieur und Hochschullehrer
- Clemens August Heckmann (1825–1884), deutscher Verwaltungsbeamter
- Dieter Heckmann (Archivar) (* 1955), deutscher Archivar
- Dieter Heckmann (Politiker) (* 1959), deutscher Politiker (SPD)
- Dirk Heckmann (* 1960), deutscher Rechtswissenschaftler
- Friedrich Heckmann (Politiker) (* 1925), deutscher Politiker (NPD)
- Friedrich Heckmann (Soziologe) (* 1941), deutscher Soziologe
- Friedrich Heckmann (Theologe) (* 1953), deutscher Theologe und Sozialethiker
- Gustav Heckmann (1898–1996), deutscher Philosoph
- Harald Heckmann (1924–2023), deutscher Musikwissenschaftler
- Heinz Heckmann (Politiker) (1932–2012), deutscher Politiker (CDU)
- Heinz Heckmann (Komponist) (1932–2022), deutscher Musikpädagoge, Fagottist, Kirchenmusiker und Komponist
- Heinz-Dieter Heckmann (1953–2016), deutscher Philosoph
- Herbert Heckmann (1930–1999), deutscher Schriftsteller
- Hermann Heckmann (1925–2016), deutscher Architekt und Hochschullehrer
- Hermann Heckmann (Architekt, 1937) (* 1937), deutscher Architekt
- Jochen Heckmann, deutscher Tänzer, Choreograf und Tanzpädagoge
- Karl Heckmann (Heimatforscher) (1866–1943), deutscher Heimatforscher
- Karl Heckmann (Politiker) (1874–1947), deutscher Bergmann und Mitglied des Deutschen Reichstags
- Karl Heckmann (Schauspieler) (1890–1918), deutscher Schauspieler
- Kirsten Heckmann-Janz (1946–2021), deutsche Hörfunkjournalistin und Autorin
- Klaus Heckmann (Biologe) (1934–2012), deutscher Biologe
- Klaus Dietrich Heckmann (1926–2017), deutscher Physikochemiker
- Liselotte Schramm-Heckmann (1904–1995), deutsche Malerin und Kostümzeichnerin
- Louis Heckmann-Stintzy (1812–1892), Notar und Mitglied des Deutschen Reichstags
- Maria Elisabeth Wentzel-Heckmann (1833–1914), deutsche Wohltäterin und Ehrenmitglied der Preußischen Akademie der Wissenschaften
- Marie-Luise Heckmann (* 1962), deutsche Historikerin
- Martin Heckmann (1966–2022), deutscher Filmemacher, Medienkünstler und Musiker
- Otto Heckmann (1901–1983), deutscher Astronom
- Paul Heckmann (1909–1980), deutscher Kommunalbeamter
- Patrick Heckmann (* 1992), deutscher Basketballspieler
- Peter Heckmann (1900–1966), deutscher Politiker (SPD)
- Philipp Heckmann (* 1959), deutscher Maler
- Rainer Heckmann (* 1955), deutscher Leichtathlet
- Sepp Dieter Heckmann, deutscher Manager
- Stefanie Heckmann (* 1963), deutsche Kunsthistorikerin
- Thomas P. Heckmann (* ?), deutscher DJ und Produzent
- Walter Heckmann (Maler) (1929–1994), deutscher Maler und Bildhauer
- Walter Heckmann (Fußballspieler) (* 1930), deutscher Fußballspieler
- Walter Heckmann (Verbandsfunktionär) (1942–2009), deutscher Politiker (SPD) und Verbandsfunktionär
- Werner Heckmann (* 1961), deutscher Musiker
- Wilhelm Heckmann (1897–1995), deutscher Musiker
- Willi Heckmann (* 1952), deutscher Ringer, Trainer und Sportschulleiter
- Wolf Heckmann (1929–2006), deutscher Schriftsteller und Journalist
- Wolfgang Heckmann (1946–2019), deutscher Psychologe
- Yannik Heckmann (* 1995), deutscher Schauspieler